# John Holmes Prentiss
John Holmes Prentiss, född 17 april 1784 i Worcester, Massachusetts, död 26 juni 1861 i Cooperstown, New York, var en amerikansk demokratisk politiker och journalist. Han representerade delstaten New Yorks nittonde distrikt i USA:s representanthus 1837–1841. Brodern Samuel Prentiss representerade Vermont i USA:s senat 1831–1842. Samuel representerade Whigpartiet under den tiden som båda bröderna satt i kongressen.
John Holmes Prentiss flyttade 1808 till Cooperstown, New York och grundade tidningen Freeman's Journal. Han var postmästare i Cooperstown 1833–1837. Prentiss blev invald i representanthuset i kongressvalet 1836 och omvaldes två år senare. Han bestämde sig för att inte ställa upp till omval i kongressvalet 1840 och fortsatte sin journalistiska karriär i stället. Han var dessutom bankdirektör i Cooperstown.
Prentiss avled 1861 och gravsattes på Lakewood Cemetery i Cooperstown.